# Ryan (Oklahoma)
Ryan ist eine Stadt (Town) in Jefferson County, Oklahoma, Vereinigte Staaten von Amerika. Das U.S. Census Bureau hat bei der Volkszählung 2020 eine Einwohnerzahl von 667 ermittelt.
Die Stadt liegt nur knapp zwei Kilometer nördlich des Red Rivers, der Grenze zu Texas. Im Westen von Ryan fließt der Beaver Creek an der Stadt vorbei. Der U.S. Highway 81 ist der wichtigste überregionale Verkehrsweg Ryans.

## Geschichte
Der Ort ist nach Stephen W. Ryan, einem Farmer aus dem Volk der Quapaw (Arkansas), benannt. Er siedelte ab 1875 in der Region – damals Gebiet des Chickasaw-Stammes im Indianer-Territorium – und besaß ausgedehnten Landbesitz. Sein etwa 1877 erbautes Haus war das erste Wohngebäude des Ortes. Die eigentliche Stadtentwicklung begann mit dem Bau einer Bahnstation der Chicago, Rock Island and Pacific Railroad 1892, drei Jahre später zerstörte ein Großbrand beinahe die junge Siedlung. Von 1906 bis 1912 war Ryan kurzzeitig County Seat von Jefferson County, bevor diese Funktion per Volksentscheid nach Waurika verlegt wurde. Die meisten Einwohner hatte Ryan 1920 mit 1379 Bürgern. Seither entwickelte sich die Bevölkerungszahl rückläufig und fiel schließlich bei der Zählung 2000 unter 900 Einwohner.

## Demographie
Im Jahr 2000 lebten 894 Personen in Ryan, es gab 358 Haushalte und 233 Familien. Die Bevölkerungsdichte betrug 379,3 Einwohner/km2. Es gab 493 Häuserblocks bei einer Dichte von 186,3/km2.
In dem Ort lebten 87,47 % Weiße, 0,67 % Afroamerikaner, 3,24 % Indianer, 6,82 % aus anderen Bevölkerungsgruppen und 1,57 % aus zwei oder mehr Bevölkerungsgruppen. 12,30 % der Bevölkerung war lateinamerikanisch.
In 31 % der Haushalte lebten zu diesem Zeitpunkt Kinder unter 18 Jahren, 50,6 % der Bevölkerung waren Ehepaare, 10,6 % der Haushalte wurden allein von Frauen geführt und 34,9 % waren Alleinlebende. Die durchschnittliche Haushaltsgröße betrug 2,35; die durchschnittliche Familiengröße betrug 2,97. 

In der Stadt lebten:
- 24,7 % unter 18 Jahren
- 6,9 % im Alter zwischen 18 und 24 Jahren
- 24,0 % im Alter zwischen 25 und 44 Jahren
- 21,4 % im Alter zwischen 45 und 64 Jahren
- 22,9 % im Alter von 65 Jahren und älter

Das mittlere Alter betrug 42 Jahre. Auf 100 Frauen kamen 83,6 Männer. Auf 100 Frauen über 18 Jahren kamen 78,5 Männer.

## Söhne und Töchter der Stadt
- Floyd Tillman (1914–2003), Country-Musiker und Songschreiber
- Wilson A. Shoffner (1938–2014), Generalleutnant der United States Army
- Chuck Norris (* 1940), Schauspieler und Karateweltmeister; der bekannteste Sohn der Stadt